# رینگ، اتریش
رینگ (به آلمانی: Rinegg) یک منطقهٔ مسکونی در اتریش است که در مورو واقع شده‌است. رینگ ۱۳٫۶۵ کیلومتر مربع مساحت دارد ۱٬۱۵۰ متر بالاتر از سطح دریا واقع شده‌است.